# مادربزرگ و پروردگارمان
مادربزرگ و پروردگارمان (سوئدی: Farmor och vår Herre) یک مجموعه تلویزیونی درام سوئدی است که در سال ۱۹۸۳ منتشر شد.

## بازیگران
- کارین کاولی
- استلان اسکاشگورد
- استافان هالشتام
- کریستینا آدولفسون
- گونار بیورنستراند
- بنی هاگ
- یون هاریسون
- لیسکولا یوبس
- یان اریک لیندکوئیست
- تومی یونسون
- اینگوار شلسون
- اوکه لیندستروم
- بوریه ملویگ
- سوسان رویتر
- مارگرت ویورس
- اولاف ویدگرین
- گئورگ ارلین